# Юсиф Карабаги
Юсиф Карабаги(1532 — 12 июля 1591) — азербайджанский учёный, врач, философ.

## Биография
Родился 1532 году  в Карабахе в семье Отузикинского Мухаммедджан аге. Он из родом из туркоманского кочевого племени отузики, из клана Мухаммадшахлу. В период Османо-Сефевидской войны эмигрировал из  Аррана, поселился в Самарканде и начал преподавать в медресе. Написал комментарии и приложения к работе Ибн Сина «Закон». В знак уважения жители Самарканда называли его «Бёюк Ахунд» (Великий Ахунд).